# DAX
El DAX (pronunciado /daks/ⓘ, del acrónimo en alemán: Deutscher Aktienindex, pronunciado /ˈdɔɪ̯t͡ʃɐ ˈakt͡si̯ənˌʔɪndɛks/) es el índice de acciones blue chip de las 40 compañías más grandes de Alemania que cotizan en la Bolsa de Fráncfort. Las sesiones se desarrollan de lunes a viernes, desde las 9:00 a. m. hasta las 5:30 p. m., cuando se lleva a cabo la subasta de cierre de precios del Xetra. Su fecha de inició fue el 30 de diciembre de 1987 y su valor inicial base fue de 1000.
Los precios son tomados de la plataforma de negociación Xetra. De acuerdo con Deutsche Börse, el operador del Xetra, el DAX mide el rendimiento de las 30 compañías más grandes alemanas en términos de volumen y capitalización de mercado. Es equivalente al FT 30 británico y al Dow Jones estadounidense, y debido a su pequeña selección no representa la vitalidad de la economía como un todo.
El índice L-DAX es un indicador del rendimiento del índice DAX de referencia alemán después de que el centro de negociación Xetra (negociación electrónica) se cierre en función de la negociación del mercado de corros (negociación a viva voz en el parqué de la bolsa) en el centro de negociación de la Bolsa de Fráncfort. La base del índice L-DAX es la negociación en el parqué de la Bolsa de Fráncfort y es calculado diariamente entre las 8:00 y las 17:45 horas CET. El L/E-DAX (Late-Early DAX) es calculado desde las 17:45 hasta las 20:00 CET y desde las 8:00 a las 9:00 CET. El Eurex, una bolsa electrónica de futuros y opciones, ofrece opciones (ODAX) y futuros (FDAX) en el DAX. La plataforma de negociación Xetra calcula el valor del índice cada segundo desde el 1 de enero de 2006.

## Composición
El índice DAX está compuesto por las 30 principales empresas cotizadas de la Bolsa de Fráncfort seleccionadas por capitalización y contratación. Ningún valor puede tener un peso superior al 30%. Su composición se revisa anualmente en el mes de septiembre. Su capitalización bursátil actual es de 805.118 millones de euros que corresponde al valor total de las 30 empresas del Xetra DAX alemán.
Esta es la lista de las empresas del DAX actualizada el 29 de marzo de 2020:
| Empresa                | Industria                        | Símbolo | Ponderación en el DAX (%) |
| ---------------------- | -------------------------------- | ------- | ------------------------- |
| Adidas                 | Empresa textil y de calzado      | ADS     | 4.86                      |
| Allianz                | Aseguradora                      | ALV     | 7.93                      |
| BASF                   | Industria química                | BAS     | 5.30                      |
| Bayer                  | Industria química y farmacéutica | BAY     | 6.96                      |
| Beiersdorf             | Bienes de consumo                | BEI     | 1.25                      |
| BMW                    | Industria automotriz             | BMW     | 1.87                      |
| Continental            | Neumáticos                       | CON     | 0.88                      |
| Covestro               | Industria química                | 1COV    | 0.59                      |
| Mercedes-Benz Group    | Industria automotriz             | DAI     | 2.69                      |
| Deutsche Bank          | Banca                            | DBK     | 1.61                      |
| Deutsche Börse         | Finanzas                         | DB1     | 2.62                      |
| Deutsche Lufthansa     | Aerolíneas                       | LHA     | 0.62                      |
| Deutsche Post          | Compañía de correos              | DPW     | 2.87                      |
| Deutsche Telekom       | Telecomunicaciones               | DTE     | 5.51                      |
| E.ON                   | Servicios públicos               | EOA     | 2.58                      |
| Fresenius              | Asistencia sanitaria             | FRE3    | 1.65                      |
| Fresenius Medical Care | Asistencia sanitaria             | FME     | 1.63                      |
| HeidelbergCement       | Materiales de construcción       | HEI     | 0.70                      |
| Henkel                 | Bienes de consumo                | HEN3    | 1.71                      |
| Infineon               | Fabricante de semiconductores    | IFX     | 2.05                      |
| Linde                  | Fabricante de gas industrial     | LIN     | 11.10                     |
| Merck                  | Industria química y farmacéutica | MRK     | 1.56                      |
| MTU Aero Engines       | Aerolíneas                       | MTX     | 0.97                      |
| Münchener Rück         | Compañía de reaseguros           | MUV2    | 3.13                      |
| RWE                    | Servicios públicos               | RWE     | 1.79                      |
| SAP                    | Software                         | SAP     | 11.26                     |
| Siemens                | Tecnología                       | SIE     | 7.48                      |
| Volkswagen Group       | Industria automotriz             | VOW     | 2.43                      |
| Vonovia                | Inmuebles                        | VNA     | 3.01                      |
| Wirecard (extinta)     | Servicios financieros            | WDI     | 1.41                      |

## Composición histórica
El DAX 30, cuando comenzó a implementarse el 1 de julio de 1988, tenía como empresas componentes las siguientes:
| - Allianz * - BASF * - Bayer * - Bayerische Hypotheken- und Wechselbank - Bayerische Vereinsbank - BMW * - Commerzbank * - Continental - Daimler * - Degussa (también conocida como Evonik Degussa) | - Deutsche Bank * - Deutsche Babcock (posteriormente se llamó Babcock Borsig hasta declararse insolvente en 2002) - Deutsche Lufthansa * - Dresdner Bank - Feldmühle Nobel - Henkel * - Hoechst - Karstadt - Kaufhof - Linde * | - MAN * - Mannesmann - Nixdorf Computer AG - RWE - Salzgitter AG - Schering - Siemens * - Thyssen* (actualmente como ThyssenKrupp) - Veba - Viag - Volkswagen * |

Nota: Las empresas marcadas con asterisco aún se mantienen en el DAX.
La siguiente lista muestra a otras empresas que fueron componentes del DAX:
| Fecha      | Empresa/s eliminadas del índice                               | Empresa/s incluidas en el índice | Motivo |
| ---------- | ------------------------------------------------------------- | -------------------------------- | --- |
| 3/10/1990  | Feldmühle Nobel Nixdorf Computer AG                           | Metallgesellschaft Preussag AG   | Feldmühle Noble se fusionó con Stora Enso. Nixdorf Computer AG fue adquirida por Siemens. |
| 18/9/1995  | Deutsche Babcock                                              | SAP                              | Capitalización bursátil insuficiente. |
| 22/7/1996  | Kaufhof                                                       | Metro AG                         | Fusión de Kaufhof con Metro Cash and Carry para conformar a Metro AG. |
| 23/9/1996  | Continental AG                                                | Münchener Rück                   | Capitalización bursátil insuficiente. |
| 18/11/1996 | Metallgesellschaft                                            | Deutsche Telekom                 | Capitalización bursátil insuficiente. |
| 22/6/1998  | Bayerische Vereinsbank Bayerische Hypotheken-und Wechsel Bank | HypoVereinsbank Adidas           | Fusión de los dos bancos eliminados del índice. |
| 21/12/1998 | Daimler-Benz                                                  | Daimler-Chrysler                 | Fusión de Daimler-Benz con Daimler-Chrysler. |
| 22/3/1999  | Degussa                                                       | Degussa-Hüls                     | Fusión de las empresas Degussa AG con Hüls AG. |
| 25/3/1999  | Thyssen                                                       | ThyssenKrupp                     | Fusión de las empresas Thyssen y Krupp. |
| 20/9/1999  | Hoechst                                                       | Fresenius Medical Care           | Capitalización bursátil insuficiente. |
| 14/2/2000  | Mannesmann                                                    | Epcos                            | Mannesmann fue adquirida por Vodafone. |
| 18/12/2000 | Degussa-Hüls                                                  | Degussa                          | Separación de las empresas componentes de Degussa-Hüls, Degussa AG y Hüls AG. |
| 19/3/2001  | Karstadt Quelle                                               | Deutsche Post                    | Capitalización bursátil insuficiente. |
| 23/7/2001  | Dresdner Bank                                                 | MLP AG                           | Capitalización bursátil insuficiente. |
| 23/9/2002  | Degussa                                                       | Altana                           | Capitalización bursátil insuficiente. |
| 23/12/2002 | Epcos                                                         | Deutsche Börse                   | Capitalización bursátil insuficiente. |
| 22/9/2003  | MLP AG                                                        | Continental AG                   | Capitalización bursátil insuficiente. |
| 31/1/2005  |                                                               | Lanxess                          | Solamente por el 31 de enero, la Bolsa de Fráncfort decidió añadir a Lanxess, una antigua filial que recientemente se había separado de Bayer, como una de las empresas componentes del DAX alcanzando una cifra de 31 empresas componentes por primera vez en la historia de este índice bursátil. |
| 31/1/2005  | Lanxess                                                       |                                  | |
| 19/12/2005 | HypoVereinsbank                                               | Hypo Real Estate                 | |
| 18/9/2006  | Schering                                                      | Deutsche Postbank                | Capitalización bursátil insuficiente. |
| 18/6/2007  | Altana                                                        | Merck KGaA                       | Capitalización bursátil insuficiente. |
| 22/9/2008  | TUI                                                           | K+S                              | Capitalización bursátil insuficiente. |
| 22/12/2008 | Continental AG Hypo Real Estate                               | Beiersdorf Salzgitter AG         | Capitalización bursátil insuficiente. |
| 23/3/2009  | Infineon Deutsche Postbank                                    | Fresenius Hannover Rück          | Capitalización bursátil insuficiente. |
| 21/9/2009  | Hannover Rück                                                 | Infineon                         | Capitalización bursátil insuficiente. |
| 25/10/2010 | Salzgitter AG                                                 | HeidelbergCement                 | Capitalización bursátil insuficiente. |

## Hitos
Las siguientes tablas muestran los hitos alcanzados a lo largo de la trayectoria del índice DAX desde 1959: